# François-Joseph Lefebvre-Cayet
Pour les autres membres de la famille, voir Lefèvre#Politiques.
Pour les articles homonymes, voir Cayet.
François Joseph Barthélémy Auguste César Lefebvre du Preÿ puis Lefebvre-Cayet (28 mai 1748 - Blaringhem † 8 mars 1811 - Arras) est un homme politique français des XVIIIe et XIXe siècles.

## Biographie
Lefebvre-Cayet exerçait la profession d'avocat à Arras avant la Révolution française. Il avait été échevin de la ville d'Arras, député à la cour sous Louis XVI et député aux États d'Artois. 
Il fut élu député suppléant aux États généraux de 1789 sans être appelé à y siéger. Devenu procureur général du département du Pas-de-Calais en 1790, il se démit de ses fonctions pour n'avoir pas à exécuter les lois relatives au serment constitutionnel des prêtres.
En l'an V, il fut nommé président du département et, le 25 germinal an VI, élu député du Pas-de-Calais au Conseil des Anciens, dont il fut secrétaire. Il y appuya les motions contre-révolutionnaires, applaudit au coup d'État du 18 brumaire, et, le 4 nivôse an VIII, fut inscrit par le Sénat sur la liste des membres du nouveau Corps législatif.
Il y représenta, jusqu'en l'an XII, le département du Pas-de-Calais. Lefebvre-Cayet présidait cette assemblée au moment de la clôture de la première session. 
Le 4 frimaire an XII, il fut nommé chevalier de la Légion d'honneur et, le 16 messidor de la même année, chancelier de la 2e cohorte.

## Vie familiale
François-Joseph était le fils de Simon Gabriel Lefebvre (né le 25 mars 1705 - Blaringhem) et Marie Anne Isabelle Terninck. Son père, bailli de Blaringhem, qualifié de bourgeois de Saint-Omer le 20 novembre 1771, avait acquis la seigneurie du Preÿ le 21 juillet 1751.
Il épousa (contrat de mariage du 17 septembre 1780), à Arras, Victoire Guislaine Josèphe Cayet, fille de Pierre Cayet, avocat au Conseil d'Artois. Ensemble, ils eurent neuf enfants :
- Victoire (10 juillet 1781 - Paris † 1825), mariée avec M. Terninck ;
- Scholastique Sophie (12 septembre 1782 - Paris † 8 septembre 1844), mariée ;
- Adélaïde (née le 27 mars 1784, morte jeune) ;
- Henriette (1er août 1785 † 11 juillet 1869) ;
- Émelie (3 décembre 1788 † 17 juin 1855) ;
- François Joseph (né le 28 mars 1790), président du tribunal civil de Béthune, conseiller général du Pas-de-Calais, officier de la Légion d'honneur, marié avec Henriette Cuignet, sans postérité ;
- Rose (9 avril 1792 † 7 octobre 1847) ;
- Eugénie (21 octobre 1793 † 7 novembre 1881) ;
- Narcisse Lefebvre-Hermant (14 mars 1795 - Arras † 25 octobre 1860 - Saint-Omer), notaire à Saint-Omer, député du Pas-de-Calais, conseiller général du Pas-de-Calais, officier de la Légion d'honneur, marié, le 20 août 1823 à Saint-Omer, avec Célestine Joseph Hermand (1803 - Saint-Omer  † 29 novembre 1840 - Saint-Omer), dont :
  - un fils, marié, dont postérité ;
  - Alphonse (septembre 1827 † 20 mai 1838) ;
  - Eugénie (11 octobre 1828 † 14 novembre 1899 - Saint-Martin-au-Laërt) ;
  - Jules (né le 26 mars 1830, décédé à Coquelles), maire de Coquelles, marié, dont :
    - Marie (née le 1er décembre 1857), mariée ;
    - un fils ;
    - un fils, marié ;

  - Mathilde (5 août 1832 † 21 avril 1875 - Saint-Omer (Pas-de-Calais)) ;
  - Edmond Marie Lefebvre du Preÿ (16 août 1834 - Saint-Omer † 18 février 1910 - Saint-Omer), maire de Saint-Omer, conseiller général (1883), député du Pas-de-Calais (1882-1889), marié, dont :
    - Edmond Lefebvre du Prey, marié, dont postérité ;
    - quatre filles et quatre fils, mariés, dont postérité ;

  - Anna (16 octobre 1838 † 2 décembre 1881 - Saint-Omer), mariée.